# John Lindsay
John Vliet Lindsay (New York, 24 november 1921 - Hilton Head Island (South Carolina), 19 december 2000) was een Amerikaans politicus. Hij was de 103e burgemeester van New York van 1966 tot 1973.
Lindsay was aanvankelijk lid van de Republikeinse Partij, maar in 1971 stapte hij gedurende zijn tweede ambtstermijn als burgemeester over naar de Democratische Partij. Een jaar voor de uitbraak van het Watergateschandaal stelde hij zich namens de Democraten kandidaat voor de presidentsverkiezingen van 1972, maar werd niet verkozen. Lindsay zetelde tevens in het Huis van Afgevaardigden van 1959 tot 1965.
Hij stopte in 1973 als nationaal politicus, maar bleef lid van de Democratische Partij en vervulde daarna nog een rol als politiek analist voor nieuwszender ABC.

## Politieke carrière
Lindsay behaalde een diploma rechten aan de Yale-universiteit. In 1949 begon hij zijn juridische carrière bij het advocatenkantoor Webster, Sheffield, Fleischmann, Hitchcock & Chrystie. Na het uitbreken van de Tweede Wereldoorlog trad Lindsay in 1943 in dienst bij de United States Marine Corps. Lindsay verwierf de rang van luitenant en kreeg vijf vaardigheidsonderscheidingen voor zijn acties bij de Landing op Sicilië.
Lindsay was een aanhanger van president Dwight Eisenhower en was als zodanig een van de oprichters van de politieke beweging 'Youth for Eisenhower' in 1951, twee jaar voor Eisenhower werd verkozen. Een jaar later werd hij voorzitter van de politieke beweging 'New Young Republican'. In 1955 werd hij benoemd tot assistent van procureur-generaal Herbert Brownell op het United States Department of Justice.
In 1958 werd hij verkozen in het Amerikaans Congres om Greenwich Village en Upper East Side in het stadsdeel Manhattan te vertegenwoordigen. Hij zetelde tot 1965 in het Huis van Afgevaardigden, het lagerhuis van het Congres. Lindsay pleitte meteen voor federale ondersteuning van Medicare. Hij werd algauw een van de prominente leden van de liberale Republikeinse Partij en steunde de Civil Rights Act of 1964.
Lindsay volgde Robert F. Wagner Jr. op als burgemeester van New York met de hulp van de Republikeinse Partij en legde de eed af in 1966. Het wordt als Lindsays voornaamste prestatie gezien dat New York nooit het buitensporige racisme heeft ervaren die de meeste Amerikaanse steden in die tijd overspoelde.
Lindsay decentraliseerde drie lokale scholen in het stadsdeel Brooklyn in 1968. Deze maatregel zou die betreffende scholen volledige zelfstandigheid opleveren, maar de verhuizing bleek rampzalig omdat sommige leraren tezelfdertijd werden ontslagen uit die scholen. Het kwam tot stakingen en algemene onrust die na zeven maanden afkoelde.
Lindsay kreeg als dusdanig te maken met sociale problematiek, maar werd ook bekritiseerd voor zijn prefererende houding ten opzichte van Manhattan ten koste van andere stadsdelen en werd soms publiekelijk uitgejouwd. Als burgemeester was hij berucht door een onverschillige houding tegenover de middenklasse en mensen in armoede. Hij stelde zich in 1968 kandidaat voor de primaire verkiezingen namens de Republikeinen, maar de kandidatuur ging naar senator John J. Marchi.
Op 8 mei 1970 braken rellen uit in New York toen ongeveer tweehonderd bouwvakkers duizenden studenten van de highschools en de Universiteit van New York aanvielen, die protesteerden tegen de Amerikaanse invasie van Cambodja en de Vietnamoorlog. Hoewel er maar weinig beleggers, bankiers en advocaten de studenten probeerden te beschermen, bleef het New York City Police Department van Lindsay een toeschouwer bij de feiten en greep niet in. Lindsay keurde het gedrag van de politiediensten af, maar werd ondanks alles uitgescholden voor "communistische rat", "verrader" en "rode burgemeester".
In 1971 stapte Lindsay over van de Republikeinse Partij naar de Democratische Partij, waarna hij zich kandidaat stelde voor de presidentsverkiezingen van 1972 voor de Democraten, maar werd niet verkozen. George McGovern werd verkozen als Democratisch presidentskandidaat, maar verloor van de Republikein Richard Nixon. Na deze nederlaag stapte Lindsay uit de nationale politiek. In 1973 werd hij door Abraham Beame opgevolgd als burgemeester van New York. Later keerde hij terug naar zijn advocatuur en werd politiek expert in het ochtendprogramma Good Morning America op de nieuwszender ABC.

## Persoonlijk leven
Lindsays gezondheid begon na zijn politieke carrière achteruit te gaan en in 1988 onderging hij een overbruggingsoperatie. Zonder enige ziekteverzekering werd Lindsay financieel uitgeput door toenemende rekeningen. In 1995 maakte toenmalig burgemeester Rudy Giuliani hem raadsman van de stad in de Verenigde Naties om hem in aanmerking te laten komen voor een ziekteverzekering.
Hij was tot zijn overlijden getrouwd met Mary Anne Harrison; ze trouwden in 1949. Lindsay leed vanaf eind jaren 90 aan de ziekte van Parkinson en stierf in een rustoord te South Carolina op 79-jarige leeftijd.
- Biblioteca Nacional de España: XX1358204
- CiNii: DA02007226
- Gemeinsame Normdatei: 123512336
- International Standard Name Identifier: 0000 0001 1405 960X
- Library of Congress Control Number: n50050872
- National Archives and Records Administration: 10580749
- Bibliotheek van het Japanse parlement: 00447748
- Nationale Bibliotheek van Israël: 987007277166805171
- Nederlandse Thesaurus van Auteursnamen: 070676313
- SNAC: w6d50prd
- Système universitaire de documentation: 080726976
- Biographical Directory of the United States Congress: L000326
- Virtual International Authority File: 311364196